# Michael Ryan (rugby à XV)
Pour les articles homonymes, voir Michael Ryan et Ryan.
Pas d'image ? Cliquez ici

b Matchs officiels uniquement.
Dernière mise à jour le 22 février 2012.
Michael Ryan, né en juillet 1871 et mort le 19 août 1947, est un joueur de rugby à XV, qui a évolué avec l'équipe d'Irlande.

## Biographie
Michael Ryan dispute son premier test match le 6 février 1897 contre l'Angleterre. Son dernier test match a lieu contre l'équipe d'Écosse le 27 février 1904. Michael Ryan remporte le Tournoi britannique de rugby à XV 1899.

## Palmarès
- Vainqueur du tournoi britannique en 1899

## Statistiques en équipe nationale
- 17 sélections
- 3 points (1 essai)
- Sélections par années : 2 en 1897, 3 en 1898, 3 en 1899, 3 en 1900, 3 en 1901, 1 en 1903, 2 en 1904
- Tournois britanniques disputés : 1897, 1898, 1899, 1900, 1901, 1903, 1904